# Берестенникова
Берестенникова — деревня в Аларском районе Усть-Ордынского Бурятского округа Иркутской области. Входит в муниципальное образование «Могоёнок».

## География
Деревня расположена в 7 км юго-восточнее районного центра.
Состоит из 4 улиц: Колхозной, Нагорной, Центральной и Школьной.

## Происхождение названия
Название происходит от фамилии донского казака Берестенникова — первого русского жителя села Могоёнок.

## Население
| 2002 | 2010 | 2011 | 2012 |
| ---- | ---- | ---- | ---- |
| 135  | ↘75  | →75  | ↗78  |